# Fruitport (Michigan)
Fruitport – wieś w Stanach Zjednoczonych, w stanie Michigan, w hrabstwie Muskegon.